# Revenge (album d'Eurythmics)
Pour les articles homonymes, voir Revenge.
Albums de Eurythmics
Be Yourself Tonight
(1985) Savage
(1987)
Singles
1. When Tomorrow Comes (en)
Sortie : Juin 1986
2. Thorn in My Side (en)
Sortie : Août 1986
3. The Miracle of Love (en)
Sortie : Novembre 1986
4. Missionary Man
Sortie : Février 1987

Revenge est le sixième album studio d'Eurythmics sorti le 30 juin 1986.

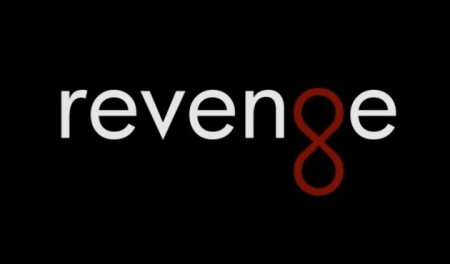
Revenge

Produit par Dave Stewart, l'opus a été en partie enregistré et mixé à Paris.
Il s'est classé 3e au UK Albums Chart et 12e au Billboard 200.
En 1987, la chanson Missionary Man a remporté le Grammy Award de la meilleure prestation vocale rock par un groupe ou un duo.

## Liste des titres
Toutes les chansons sont écrites et composées par Annie Lennox et Dave Stewart, à l'exception de When Tomorrow Comes — coécrite par Patrick Seymour — et My Guy — écrite par Smokey Robinson et Ronald White.
| No  | Titre               | Durée |
| --- | ------------------- | ----- |
| 1.  | Missionary Man      | 4:28  |
| 2.  | Thorn in My Side    | 4:15  |
| 3.  | When Tomorrow Comes | 4:28  |
| 4.  | The Last Time       | 4:10  |
| 5.  | The Miracle of Love | 5:04  |
| 6.  | Let's Go!           | 4:08  |
| 7.  | Take Your Pain Away | 4:30  |
| 8.  | A Little of You     | 3:53  |
| 9.  | In This Town        | 3:44  |
| 10. | I Remember You      | 5:00  |

| 11. | When Tomorrow Comes (Extended Version)      | 6:36 |
| 12. | Thorn in My Side (Extended Version)         | 6:54 |
| 13. | Missionary Man (Extended Version)           | 6:50 |
| 14. | When Tomorrow Comes (Live Acoustic Version) | 3:19 |
| 15. | Revenge 2                                   | 5:40 |
| 16. | My Guy                                      | 1:56 |

## Personnel

### Eurythmics
- Annie Lennox : voix
- Dave Stewart : guitare (plus chant sur les morceaux 4, 5, 9 et 10)

### Musiciens additionnels
- Jon Bavin : claviers additionnels sur le 5e morceau
- Clem Burke : batterie
- Phil Chen : guitare basse sur les morceaux 4 et 10
- Gully : bruit de synthétiseur sur le 5e morceau
- Joniece Jamison : chant, chœurs
- Michael Kamen : direction d'orchestre sur les morceaux 1, 3, 5, 8 et 10
- John McKenzie : guitare basse sur les morceaux 2, 3, 5, 7 et 8
- Patrick Seymour : claviers
- Jannick Top : guitare basse sur les morceaux 1 et 6
- Bernita Turner : chant, chœurs
- Jimmy « Z » Zavala : harmonica et/ou saxophone sauf sur les morceaux 5, 7 et 8

## Certifications
| Pays        | Association  | Certification | Ventes    |
| ----------- | ------------ | ------------- | --------- |
| Allemagne   | BVMI         | Or            | 250 000 + |
| Canada      | Music Canada | 2 × Platine   | 200 000 + |
| Espagne     | Promusicae   | Or            | 50 000+   |
| États-Unis  | RIAA         | Or            | 500 000 + |
| Royaume-Uni | BPI          | 2 × Platine   | 600 000 + |